# Estadio (Tren Ligero de Seattle)
Stadium es una estación de la línea Central Link del Tren Ligero de Seattle. La estación es administrada por Sound Transit. La estación se encuentra localizada en 501 South Royal Brougham Way en el centro de Seattle, Washington. La estación de Stadium fue inaugurada el 18 de julio de 2009.

## Descripción
La estación Stadium cuenta con 2 plataformas laterales.

## Conexiones
La estación es abastecida por las siguientes conexiones: 
- Sound Transit Express, King County Metro y Greyhound Lines.